# Montero (distrito)
Montero é um distrito do Peru, departamento de Piura, localizada na província de Ayabaca.

## Transporte
O distrito de Montero é servido pela seguinte rodovia:
- PE-1NT, que liga a cidade de Suyo ao distrito de Ayabaca [1][2][3]